# Stephen R. L. Clark
Stephen Richard Lyster Clark (né le 30 octobre 1945) est un philosophe britannique et professeur émérite de philosophie à l'Université de Liverpool. Clark se spécialise dans la philosophie de la religion et des droits des animaux, écrivant à partir d'une position philosophique qui pourrait être largement décrite comme platonicienne chrétienne. Il est l'auteur de vingt livres, dont The Moral Status of Animals (1977), The Nature of the Beast (1982), Animals and Their Moral Standing (1997), GK Chesterton (2006), Philosophical Futures (2011) et Ancient Mediterranean Philosophy (2012), ainsi que de 77 articles universitaires et de chapitres dans 109 autres livres. Il est l'ancien rédacteur en chef du Journal of Applied Philosophy (1990-2001).

## Éducation et carrière
Clark est né le 30 octobre 1945 à Luton, dans le Bedfordshire. Sa famille est originaire du Shropshire et du Staffordshire. Son père, est un apprenti ingénieur ferroviaire qui devient professeur de technologie, puis est nommé directeur du Middlesbrough Technical College, aujourd'hui Université de Teesside, puis directeur du Nottingham Technical College, aujourd'hui Université de Nottingham Trent. Sa mère est une enseignante et la fille de Samuel Finney, homme politique travailliste. Clark est élevé dans la tradition anglicane.
Après avoir fréquenté le lycée de Nottingham (1956-1964), Clark obtient une bourse pour le Balliol College d'Oxford (1964-1968), obtenant un diplôme de première classe en classiques en 1968, suivi d'une bourse à All Souls (1968-1975). Il obtient son doctorat en philosophie en 1973. Brannon Hancock écrit que les philosophes Arthur Prior et Anthony Kenny ont eu une grande influence intellectuelle sur Clark à Balliol, tandis que Robin Zaehner est l'une de ses plus grandes influences à All Souls.
Après Oxford, Clark enseigne la philosophie morale à l'Université de Glasgow pendant neuf ans, jusqu'à ce qu'il soit nommé professeur de philosophie à Liverpool en 1984. Il prend sa retraite de ce poste à la fin de 2009. Clark est également professeur invité à l'Université Vanderbilt et est titulaire d'une bourse Alan Richardson à l'Université de Durham.

### Travaux sur les droits des animaux
Une grande partie de la première partie de l’œuvre de Clark se distingue par des écrits liés à l’éthique animale. Clark siège au Comité des procédures sur les animaux du gouvernement britannique, un groupe qui conseille le ministre de l'Intérieur sur les tests sur les animaux, de 1998 à 2006. Il est également impliqué dans le Boyd Group, un groupe de réflexion créé par des chercheurs impliqués dans les tests sur les animaux et d'autres qui s'y opposent.
En 1977, Clark est l'auteur de The Moral Status of Animals. Selon une description du livre, « il soutient que l'extension logique de la tradition libérale consistant à épargner aux animaux une « douleur inutile » suffit à imposer une obligation morale de végétarisme ». Le livre de Clark de 1982, The Nature of the Beast: Are Animals Moral? soutient que même si les animaux peuvent avoir certains comportements qui semblent éthiques selon les normes humaines, les animaux ne sont pas moraux parce qu'ils ne peuvent pas se moraliser eux-mêmes ni créer des théories morales,.

### Travaux sur Plotin
Les travaux les plus récents de Clark se concentrent sur Plotin avec Plotinus: Myth, Metaphor and Philosophical Practice (University of Chicago Press, 2016), Plotinus Ennead VI.9 : SOn the Good or the One: Translation with an Introduction and Commentary (Parmenides Press, 2020), et Cities and Thrones and Powers : Towards a Plotinian Politics (Angelico Press : New Hampshire 2022).

## Conférences
Clark donne un certain nombre de conférences renommées, notamment les conférences Gifford de 1981-1982 à l'Université de Glasgow, intitulées « From Athens to Jerusalem », les conférences Stanton en philosophie de la religion à l'Université de Cambridge (1987-1989) et les conférences Wilde à l'Université d'Oxford (1990). Il a également prononcé la conférence Scott Holland à l'Université de Liverpool (1992), la conférence Aquinas à l'Université d'Oxford (1994), la conférence Read Tuckwell à l'Université de Bristol (1994), la conférence du Royal Institute of Philosophy à l'Université de Durham (1995) et la conférence Aquinas à la KU Leuven (2000).

## Vie privée
Stephen Clark est marié à Gillian Clark (historienne), professeur d'histoire ancienne à l'Université de Bristol, avec qui il a trois enfants. Clark est un végétarien chrétien et siège au conseil consultatif de la Christian Vegetarian Association.

## Publications
- Aristotle's Man (Clarendon Press, 1975)
- The Moral Status of Animals (Clarendon Press, 1977)
- The Nature of the Beast  (Oxford University Press, 1982)
- From Athens to Jerusalem (Clarendon Press, 1984)
- The Mysteries of Religion (Blackwell, 1986)
- (éd.) Berkeley : Money, Obedience and Affection (Garland Press, 1989)
- Civil Peace and Sacred Order  (Oxford University Press, 1989)
- A Parliament of Souls (Oxford University Press, 1990)
- God's World and the Great Awakening (Oxford University Press, 1991)
- How to Think about the Earth (Mowbrays, 1993)
- How to Live Forever  (Routledge, 1995)
- Animals and their Moral Standing (Routledge, 1997)
- God, Religion and Reality (Société pour la promotion de la connaissance chrétienne, 1998)
- The Political Animal (Routledge, 1999)
- Biology and Christian Ethics (Cambridge University Press, 2000)
- GK Chesterton : Thinking Backwards, Looking Forwards (Templeton, 2006)
- Understanding Faith (Imprint Academic, 2009)
- avec Panayiota Vassilopoulou (éd.). Late Antique Epistemology: Other Ways to Truth (Macmillan, 2009)
- Philosophical Futures (Peter Lang, 2011)
- Ancient Mediterranean Philosophy (Continuum, 2012).
- Plotin : myth, metaphor and philosophical practice (University of Chicago Press, 2016).
- Can We Believe in People? Human Significance in an Interconnected Cosmos (Brooklyn, New York : Angelico, 2020)
- Plotin : Ennéade VI.9 : translation and commentary  (Parmenides Press, 2020).
- Cities and Thrones and Powers: towards a Plotinian Politics  (Angelico Press : New Hampshire 2022)
- How the Worlds Became: philosophy and the oldest stories  (Angelico Press : New Hampshire, 2023).